# Gårdsjön (Krokeks socken, Östergötland)
Gårdsjön är en sjö i Norrköpings kommun i Östergötland och ingår i Kilaån-Motala ströms kustområde. Sjön har en area på 0,0957 kvadratkilometer och ligger 102 meter över havet.

## Delavrinningsområde
Gårdsjön ingår i det delavrinningsområde (650637-152735) som SMHI kallar för Mynnar i havet. Medelhöjden är 105 meter över havet och ytan är 12,36 kvadratkilometer. Det finns inga avrinningsområden uppströms utan avrinningsområdet är högsta punkten. Avrinningsområdets utflöde Getåbäcken mynnar i havet. Avrinningsområdet består mestadels av skog (88 procent). Avrinningsområdet har 0,1 kvadratkilometer vattenytor vilket ger det en sjöprocent på 0,8 procent.